# الخيمياء في الفن والترفيه

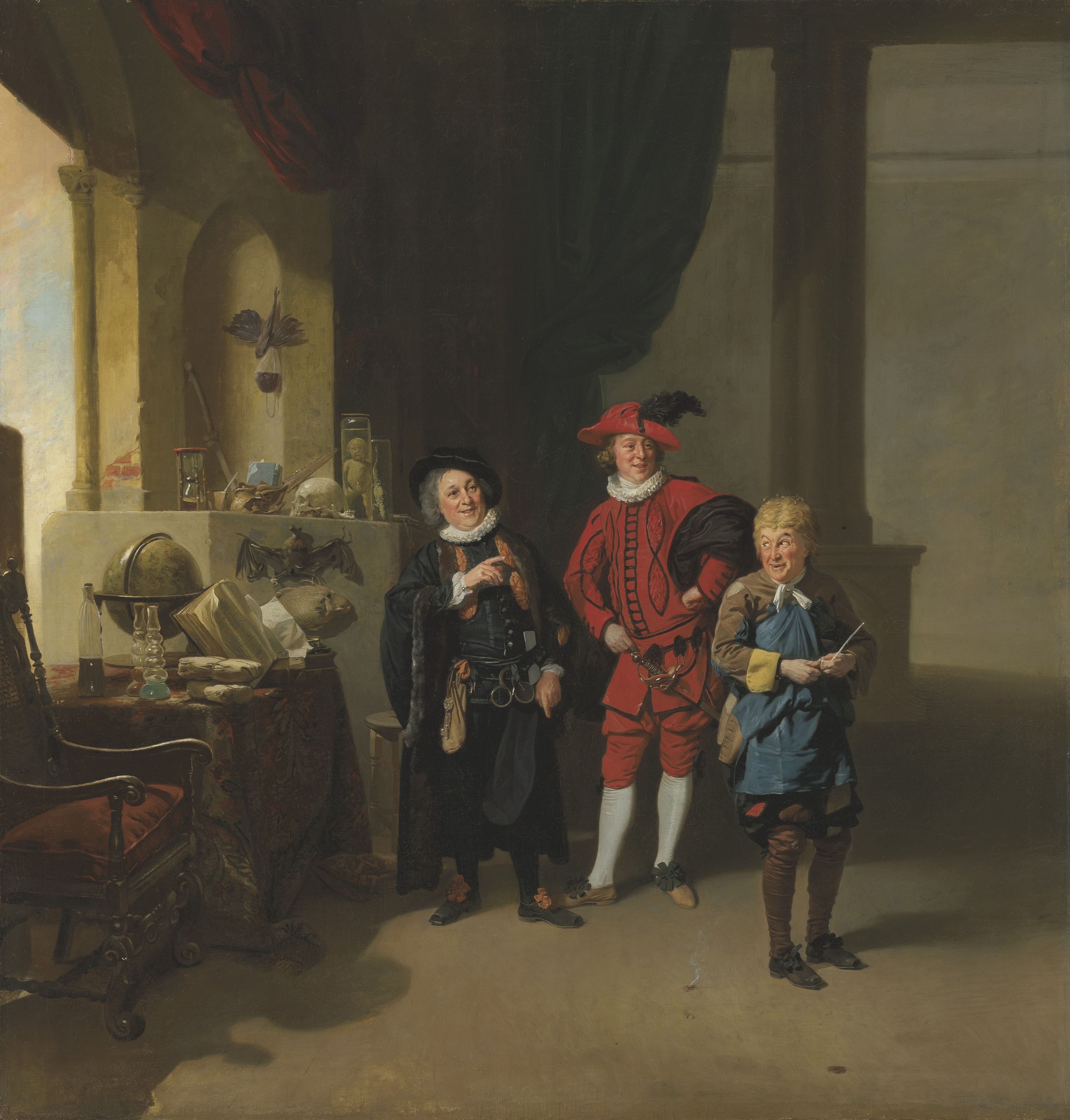

تتمتع الخيمياء بعلاقة طويلة الأمد مع الفن، تظهر في النصوص الخيميائية وفي الترفيه السائد. تظهر الخيمياء الأدبية عبر تاريخ الأدب الإنجليزي من شكسبير إلى مؤلفي الخيال الحديث. هنا، تتبع الشخصيات أو بنية الأرض مؤامرة ماغنوم. في القرن الرابع عشر، بدأ تشوسر اتجاه السخرية الخيميائية الذي لا يزال من الممكن رؤيته في الأعمال الخيالية الحديثة مثل أعمال تيري براتشيت.
كان للفنانين التصويريين علاقة مماثلة مع الخيمياء. بينما استخدم بعضهم الخيمياء كمصدر للتهكم، عمل آخرون مع الخيميائيين أنفسهم أو دمجوا الفكر الكيميائي أو الرموز في عملهم. كانت الموسيقى موجودة أيضًا في أعمال الخيميائيين وتواصل التأثير على فناني الأداء الشعبيين. في المائة عام الماضية، تم تصوير الخيميائيين في دور سحري وعلمي في الخيال والسينما والتلفزيون والكوميديا وألعاب الفيديو.

## الفنون البصرية
بدأ اتجاه تصوير الكيميائيين في الأعمال الفنية مع بيتر بروغيل الأكبر (حوالي 1525-1569)، واستمر في عمل يان شتاين (1626-1679) وديفيد تينيرز الأصغر (1610-1690).
لعبت الخيمياء أيضًا دورًا في تطور الطلاء. رافق ظهور الخيميائيون بداية تصنيع الأصباغ وورق البردي في ليدن X وستكهولم، وظهور كتاب روبرت بويل أصل الأشكال والصفات (1666). ولذا تأثرت الوصفات الصباغية لفنانين مثل Cennino Cennini و Theophilus بالجوانب العملية والنظرية للخيمياء، وتضمنت بعض العناصر الاستعادية والسحرية.

### الفن الحديث والمعارض
يستخدم بعض الفنانين المعاصرين الخيمياء كموضوع ملهم، أو يستخدمون الرموز الخيميائية في أعمالهم. في حين أن الخيمياء هامشية بالنسبة للفن البصري الحالي، إلا أن التفكير الخيميائي يبقى حاضرًا. يستخدم بعض الفنانين الأقل شهرة، مثل بريت وايتلي وكرزيستوف غلززينسكي وتيريز أولتون، الرموز الخيميائية. من ناحية أخرى، قد تكون التأثيرات الخيميائية في أعمال الفنانين المشهورين مثل جاكسون بولوك ومارسيل دوشامب وسلفادور دالي أكثر سطحية، وليست القيمة الأساسية للعمل. إنها فكرة الخيمياء أكثر من الخيمياء نفسها التي أثرت على هؤلاء الفنانين. تشمل الأمثلة الأخرى للكيمياء في الفن الحديث ما يلي:
- مايكل بيرس، فاما وحلم الطيار .
- آدم ماكلين
- ماكس ارنست [3]
- الغريب Nerdrum
- ماثيو بارني، رن (2008)، حارس الحجاب (2007) وخو (2010).
- أنسيلم كيفر
- مايكل ماسكا، الخيميائي (1995)، <i id="mwTg">هيرمافروديت</i> (2016)
- روبن كاديش، أطروحة عن الكيمياء (1937). فريسكو في سان فرانسيسكو.

## الروايات والمسرحيات
م يمكن تقسيم تقاطع الخيمياء والأدب إلى أربع فئات:
1. النصوص الخيميائية نفسها؛
2. النقد الساخر للخيميائيين؛
3. قصص تدمج الأيقونات الخيميائية؛
4. الأعمال الخيميائية الهيكلية، والمعروفة باسم الخيمياء الأدبية .

في الفئة الأولى نرى كتابات الخيميائيين. بدءًا من Zosimos of Panopolis (300 م)  وامتداداً عبر تاريخ الخيمياء، تظهر النصوص في مجموعة الخيمياء الأكثر استعارة من التقنية. يمكن العثور على مثال لاحق لذلك في The Chymical Wedding of Christian Rosenkreutz (1616).
في الفئة الثانية هي الانتقادات الخيطانية الخيميائية. ابتداءً من القرن الرابع عشر، سخر بعض الكتاب من الخيميائيين وأفكارهم، واستهدفوهم في العديد من الهجمات الساخرة. بعض الأمثلة المبكرة والمعروفة هي:
- دانتي أليغيري، الجحيم (حوالي 1308 - 1321).
- وليام لانجلاند، بيرس بلومان (حوالي 1360-1387).
- جيفري تشوسر، حكاية كانون يومان (حوالي 1380).
- بن جونسون، الخيميائي (حوالي 1610).
- وليام جودوين، سانت ليون (1799).

تضمنت مجموعة من أعمال القرن التاسع عشر الخيمياء، بما في ذلك:
- ماري شيلي، فرانكشتاين (1818).
- فلاديمير أودوفسكي، سالاماندرا (1828).
- فيكتور هوغو، أحدب نوتردام (1831).
- غوته فاوست، الجزء 2 (1832).[5]
- فريدريش هالم، دير أديبت ، (1836)

في أمثلة القرن العشرين والحادي والعشرين، يتم تقديم الخيميائيين عمومًا في ضوء رومانسي أو صوفي، وغالبًا ما يتم التمييز بين الخيمياء والسحر. وأصبحت الخيمياء موضوعًا شائعًا في الخيال الخيالي. 
- هوارد فيليبس لافكرافت, The Alchemist  [لغات أخرى]‏ (1916), and قضية تشارلز دكستر وارد (1927).
- Thea von Harbou, Metropolis (1925).
- اريك بي. كيلي  [لغات أخرى]‏, The Trumpeter of Krakow (1928).
- انتال سيرب, The Pendragon Legend (1934).
- مارجريت يورسنار, The Abyss (1968).
- كولن ويلسون, The Philosopher's Stone  [لغات أخرى]‏ (1969)
- أومبرتو إكو, Foucault's Pendulum  [لغات أخرى]‏ (1988).
- ليندساي كلارك  [لغات أخرى]‏, The Chymical Wedding (1989).
- تيريزا إيدجيرتون, Child of Saturn (1989), The Moon in Hiding (1989) and The Work of the Sun (1990).
- تيري براتشيت، عالم القرص novels (1983–2015), Men at Arms (1993).
- جون كرولي, Ægypt (1987–2007).
- Max McCoy, Indiana Jones and the Philosopher's Stone (1995).
- Richard Garfinkle, Celestial Matters (1996).
- ج. ك. رولينغ, هاري بوتر وحجر الفيلسوف (1997).
- غريغوري كيز, عصر اللامعقول series (1998-2001).
- نيل ستيفنسون, The Baroque Cycle (2003–2004).
- مارتن بوث, Doctor Illuminatus: The Alchemist's Son (2003).
- مارجريت ماهي, Alchemy (2004).
- دين كونتز, Prodigal Son (novel) (2005), City of Night  [لغات أخرى]‏ (2005), Dead and Alive  [لغات أخرى]‏ (2009), Lost Souls  [لغات أخرى]‏ (2011), and The Dead Town (2011).
- مايكل سكوت (كاتب), مايكل سكوت (2007)
- Sydney Sage, in ريشيل ميد اكاديمية مصاصي الدماء and Bloodlines series'

### الخيمياء الأدبية
يعود مصطلح «الخيمياء الأدبية» إلى عام 1971 على الأقل، عندما استخدمتها جنيفر ر. والترز كعنوان لمقالها الأدبي Alchemy في مجلة Diacritics. أطلق سانتون ج. ليندن في كتابه Darke Hierogliphicks عام 1996 ؛ المصطلح على كلٍ من القصص التي تتعامل على نطاق واسع مع الكيميائيين والممارسة الخيميائية (التي كانت أقربها حكاية Chaucer The Yeoman's Tale)، والقصص التي تتضمن الرمز أو الخيمياء الكيميائية (منها الأكثر شمولية ومعروفة هو زفاف Chymical من كريستيان روزنكروتز).
وفي مثال مبكر، استخدم السير توماس مالوري الخيمياء كحافز يقوم عليه التطور الشخصي والنفسي والجمالي للسير غاريث من جزر أوركني في لو مورت دي آرثر. إن بحث السير غاريث يوازي عملية الخيمياء من حيث أنه خضع لأول مرة لمرحلة nigredo بفوزه على الفارس الأسود وارتداء دروعه. بعد ذلك، يهزم جاريث الفرسان الذين يمثلون العناصر الأربعة، وبالتالي يستهلكون قوتهم. في قتال وهزيمة الفارس الأحمر (الهدف العام من سعيه)، يمر بمرحلة الروبيدو. يقبل غاريث، في نهاية مسعاه، حلقة من رئيسه، ليونيس، والتي تحول دروعه إلى ألوان متعددة. هذا يلمح إلى حجر الفيلسوف الفلكي، وبينما هو في دروع متعددة الألوان، فهو لا يهزم.
العاصفة هي العمل الأكثر تأثرًا بالخيمياء في جميع أعمال وليم شكسبير (الملوك الموتى، أرييل بروح ماركوس وما إلى ذلك). الشخصية الرئيسية في مسرحية Goodnight Desdemona (Good Morning Juliet) ، للمخرج آن ماري ماكدونالد، نجحت في تحديد الخيمياء وراء عطيل لشكسبير. الخيمياء الأدبية لا تزال تحظى بشعبية في روايات مثل باولو كويلو في الخيميائي (1988).
ديفيد ماكين، في كتابه عام 1995 عن القصص الخيالية؛ الخيمياء والسخرية في الرواية، يرى بأنه من النادر تصنيف القصص على أنها خيمياء في حال لم تذكر الخيميائيين أو الخيمياء، أو لم تتضمن رمزية أو صور خيميائية، طالما أنها تتضمن بعض العناصر الخيميائية. على سبيل المثال، يعتبر أي كتاب عن كاتب خيميائيةً، لأن «الكتابة هي نوع من الخيمياء». غواصة الكابتن نيمو Nautilus هي «خيميائية» لأنها «خلية مغلقة بإحكام» (جميع الغواصات محكمة الإغلاق). لعبة The Glass Bead في Hermann Hesse تهتم بالسعي لتحقيق كمال المعرفة، لذلك تعتبر أيضاً «خيمياء فكرية». قائمة المؤلفين الذين لا يذكرون الخيمياء أو الخيميائيون، ولا يستخدمون الرمز الرمزي أو الصور الخيميائية، ولكن يستخدمون الأفكار التي تذكر ماكين بالكيمياء بشكل غير مباشر تشمل ويليام جودوين، بيرسي بيش شيلي شيلي، إميل زولا، جولز فيرن، مارسيل بروست، توماس مان، هيرمان هيس، جيمس جويس، غوستاف ميرينك، ليندساي كلارك، مارغريت يورسينار، أمبرتو إيكو، ميشيل بوتور، أماندا كويك، غابرييل غارسيا ماركيز وماريا سيبز.

## موسيقى
عبر بعض خيميائيي عصر النهضة عن أفكارهم من خلال الموسيقى. يستمر اتجاه مماثل اليوم حيث يعبر بعض الموسيقيين عن أنفسهم باستخدام الخيمياء.
يحتوي Aminrich Khunrath 's Amphitheatrum Sapientiae Aeternae على رسوم توضيحية للأدوات الموسيقية إلى جانب النص، «الموسيقى المقدسة تفرق الحزن والأرواح الخبيثة»، مما يوحي بأن الموسيقى ربما لعبت دورًا في الممارسة الخيميائية. يمكن العثور على أقوى مثال على الموسيقى داخل الخيمياء في أعمال مايكل ماير في القرن السابع عشر. وشملت له أتالانتا Fugiens خمسين [فوغ] . تم ترتيب الهاربين في ثلاثة أصوات ترمز إلى حجر الفيلسوف، والمطاردة، والعقبات في طريقه. وقد تم تفسير هذه أيضًا على أنها متوافقة مع المادة الأولية للخيمياء.

الخيمياء تواصل التأثير على الموسيقيين حتى اليوم. في الآونة الأخيرة، أنشئت ألبومات حول الأشكال الخيميائية. يمكن دمج الخيمياء في بنية الأغنية أو الألبوم وفن الغلاف وكلمات الأغاني. بعض الأمثلة تشمل: 
- خورخي بين, A Tábua De Esmeralda
- مانويل فريري, حجر الفلاسفة (1969)
- بروس ديكنسون, The Chemical Wedding  [لغات أخرى]‏ (1998)
- داير سترايتس, Alchemy
- سسمو هيراساوا, Philosopher's Propeller (2000)
- كيت بوش, You Want Alchemy (1993)
- Home (UK band), The Alchemist  [لغات أخرى]‏
- Yngwie Malmsteen, Alchemy (1999)
- مارلين مانسن, Holy Wood  [لغات أخرى]‏
- Morgana Lefay, Grand Materia (2005)
- فان موريسون, The Philosopher's Stone  [لغات أخرى]‏ (1998)
- Mudvayne, The End of All Things to Come
- بينك فلويد, A Saucerful of Secrets
- ذا سماشينغ بامبكنز, Machina/The Machines of God (2000)
- Thrice, The Alchemy Index  [لغات أخرى]‏

## الأفلام والتلفاز
امتد مصطلح الخيمياء الأدبية ليشمل الأفلام والتلفاز. والأفكار الخيميائية واضحة جداً في أفلام مثل الجبل المقدس (1973).
ويمكن ملاحظة التأثير الخيميائي أيضًا في تبني الأفلام للأساطير والشخصيات الأسطورية. استمرت العلاقات الخيميائية مع هذه الأساطير حتى خيميائيي النهضة، ولا سيما في القرن الخامس عشر في كتاب الخيمياء Aureum vellus (Golden Fleece) المنسوب إلى سليمان تريزموسين . التجسيد الحديث لهذه القصص كما في فيلم جيسون و المغامرون ( 1963م) أوضحت قدرة الخيمياء على المقاومة والبقاء حية. وأيضاً أفلام مثل سلسلة أفلام هاري بوتر استخدمت الخيمياء لتقديم صور خيالية حديثة .
مثل غيرها من أشكال القرن العشرين للترفيه، ربطت والأفلام والعروض الخيمياء بالسحر والخيال. يمتد هذا في بعض الأحيان إلى الواقعية السحرية كما هو الحال في باراش باثار (1958)، وهودسون هوك (1991). ويمكن العثور على هذا النوع من التصوير في أفلام الخيال العلمي مثل 9 (2009)، أو في أفلام خيالية مثل The Dark Crystal (1982). 2014 فيلم الرعب الخيال كما أعلاه، حتى أدناه أيضا ظهرت هذه المفاهيم.

## الرسوم والمجلات
تظهر المفاهيم الخيميائية والكيميائية في الرسوم الهزلية والرسوم المتحركة، وكذلك المانجا اليابانية والأنيمي بطريقة تتفق مع الخيال الخيالي في القرن العشرين. بعض الأمثلة التي يحضر فيها الخيمياء كثيرًا هي:
- حجر الفيلسوف الرائع (1955)
- إنديانا جونز وأيرون فينكس (1994)
- سلسلة Fullmetal Alchemist (Fullmetal Alchemist (2003) و Fullmetal Alchemist: Brotherhood (2009))
- Baccano! (2003)
- بوسو رينكين (2003-2006)
- Animamundi: Dark Alchemist (2004)
- أركانا فاميليا (2012)

## ألعاب إلكترونية
الخيمياء عنصر مهم في العديد من الألعاب النوع الخيال. في بعض الألعاب يحضر الخيميائي كبطل أو كأحد الشخصيات الرئيسية. أو قد تؤسس اللعبة على صناعة المحاليل والمركبات الخيميائية. تشمل الألعاب التي تتضمن مفاهيم الخيميائية: 
- Aidyn Chronicles: The First Mage
- Atelier series
- كاسلفينيا series
- Chakan: The Forever Man (1992)
- Darklands (1992)
- ديفل ماي كراي
- مسعى التنين series
- ذا إيلدر سكرولز series
- إيفركويست (1998-)
- فاينل فانتسي series
- Fullmetal Alchemist 2: Curse of the Crimson Elixir
- فيت/ستاي نايت: Alchemy appeared as a form of Thaumaturgy.
- Golden Sun series
- GrimGrimoire
- هاري بوتر أند ذا فيلوسوفيرز ستون (لعبة فيديو)
- هانتينغ غرواند (لعبة فيديو)
- Indiana Jones and the Emperor's Tomb
- كيندوم كام: ديلفيرنس
- Kingdoms of Amalur: Reckoning (2012)
- Opus Magnum  [لغات أخرى]‏
- The Lurking Horror
- Mabinogi
- Mana Khemia: Alchemists of Al-Revis
- Marvel: Avengers Alliance (2012)
- ماينكرافت
- ليالي بدون شتاء series' and نيفروينتر'
- راغناروك أونلاين
- The Room  [لغات أخرى]‏ (2012) and its sequels
- رون سكيب
- سيكريت أوف إيفرمور
- Shadow of Destiny
- شوفل نايت
- Spellbound
- ستار أوشن: تيل ذا إند أوف تايم
- The Sims 3: Supernatural
- تومب رايدر: ذا أينجل أوف داركنس
- تومب رايدر: كرونيكلز
- ألتيما أون لاين (1997)
- ذا ويتشر (لعبة فيديو) (2007) and its sequels
- World of Darkness
- وورلد أوف ووركرافت
- Zork Nemesis (1996)